# Гута-Страхование
«Гу́та-Страхование» — российская страховая компания.
С начала марта 2014 года компания свернула свою деятельность, закрыв точки продаж полисов, сократив персонал (пообещав при этом обеспечить выплаты по ранее проданным полисам). По данным Банка России (выполняющего роль страхового надзора), резервы компании позволят ей расплатиться по всем заключенным договорам страхования, они сформированы в полном объеме и размещены в надежных активах
.
Штаб-квартира — в Москве.

## Собственники и руководство
Компания контролируется группой «Гута». Президент компании — Ирина Лесина, генеральный директор — Владимир Коршунов.

## Деятельность
Среди клиентов компании — свыше 220 тысяч граждан и 30 тысяч предприятий. В числе её клиентов — холдинг «Объединенные кондитеры», Мосэнерго, Газпромбанк, корпорация Туполев, ОКБ Сухого, Корпорация «Аэрокосмическое оборудование», отель «Савой» и другие организации, составляющие основу промышленно-производственного комплекса, сервисной и торговой инфраструктуры страны.
Лицензия Банка России на 20 видов страхования, а также перестрахование.
Рейтинг надежности А+ (Очень высокий уровень надежности, прогноз по рейтингу «развивающийся») подтвержден рейтинговым агентством Эксперт РА 26 июня 2013 года.
В апреле 2014 года компания объявила об обнаружении около 333 тыс. недействительных страховых полисов (полисов, которые были выданы страхователям от имени компании, но страховая премия по которым в компанию не поступила). На конец 2013 года, по данным ЦБ РФ, у компании «Гута-Страхования» действовало примерно 1,2 млн договоров страхования. Таким образом, не был учтён каждый четвертый полис, проданный от имени компании.
15 ноября 2018 года лицензия на ОСАГО у «Гута-Страхование» была отозвана в связи с добровольным отказом от данного вида страхования.